# Корнеж
Корнеж — река в России, протекает по Нейскому и Антроповскому районам Костромской области. Устье реки находится в 48 км от устья Шуи по левому берегу. Длина реки составляет 10 км.
Исток реки расположен в лесах западнее деревни Мулино в 30 км к юго-западу от города Нея. Река течёт на северо-запад по ненаселённому лесу, почти всё течение проходит по Нейскому району, заключительные несколько сот метров перед впадением в Шую по Антроповскому.

## Данные водного реестра
По данным государственного водного реестра России относится к Верхневолжскому бассейновому округу, водохозяйственный участок реки — Волга от города Кострома до Горьковского гидроузла (Горьковское водохранилище), без реки Унжа, речной подбассейн реки — Волга ниже Рыбинского водохранилища до впадения Оки. Речной бассейн реки — (Верхняя) Волга до Куйбышевского водохранилища (без бассейна Оки).
Код объекта в государственном водном реестре — 08010300412110000014206.